# Сарабьянов, Владимир Николаевич
Владимир Николаевич Сарабьянов (7 ноября 1886, Астрахань — 4 марта 1952, Москва) — советский философ, историк и экономист, профессор, заведующий кафедрой философии МАрхИ.

## Биография
Родился 7 ноября 1886 г. в Астрахани.
Крестным отцом был известный руководитель астраханского отделения Союза русского народа Тиханович-Савицкий.
С 1903 в революционном движении, вел занятия по историческому материализму в социал-демократическом кружке Астраханской гимназии. До 1918 меньшевик.
Один из наиболее ярких лидеров выступлений 1905—1907 годов в Астрахани. В материалах Жандармского управления характеризуется так: «Сарабьянов увлекающийся юноша, поступивший в Университет и ринувшийся в водоворот политической агитации. Благодаря дару слова Сарабьянов имеет успех. Из него может выйти полезный мирный парламентский деятель».
В 1917 году был избран председателем Союза профсоюзов Астрахани. Был избран депутатом Думы г. Астрахани по социалистическому списку. После победы большевиков и левых эсеров некоторое время скрывался, затем устроился на работу в городской Совет народного хозяйства. Поработав недолго начальником юротдела Комиссариата торговли, покинул Астрахань, переехал в Москву.
Член коммунистической партии с 1920 или 1930.
Окончил юридический факультет Московского университета по экономическому и гражданскому отделениям весной 1911 г.
В 1918‒23 работал экономистом, в 1922‒1930 ‒ в «Правде».
Преподавал в различных московских вузах — Кооперативном институте, Институте журналистики. В 1924-25 гг. преподаватель курса «Экономики и экономической политики СССР» в Московской горной академии.
В 1933/34 учебном году в Московском химико-технологическом институте им. Д. И. Менделеева вёл курс «экономической политики» (политической экономии).
С середины 1930-х на преподавательской работе в Московском архитектурном институте: заведующий кафедрой философии (1933—34, 1936—39, 1940—51), профессор.
Скончался 4 марта 1952 г., похоронен на Новодевичьем кладбище.

## Научная и педагогическая деятельность
Круг научных исследований В. Н. Сарабьянова — проблемы диалектического и исторического материализма, истории марксистской философии, атеизма, экономики.
Основные экономические работы посвящены проблемам экономики переходного периода и нэпа.
Активно участвовал в философских дискуссиях 20-30-х гг., выступал против «противопоставления мировоззрения методу», который им рассматривался как «…мировоззрение… в действии». В полемике с деборинцами принадлежал к группе «механистов». После смерти М. А. Рейснера в 1928 г. на несколько месяцев стал председателем Комиссии по истории религии в Коммунистической Академии. В декабре 1928 г. в Коммунистической Академии состоялось открытое заседание на тему «Социальные корни религиозности в СССР» с основным докладом выступил В. Н. Сарабьянов.
Критиковал отрыв теории от практики, формализм и схоластические искажения марксистско-ленинской философии. Однако ряду его работ тех лет были свойственны, по мнению составителей пятитомной «Философской энциклопедии» — «ошибки механистическоо характера» (понимание противоречий как результата «сменяющихся противоборствующих сил», противопоставление практики абстрактному мышлению, сведению производительных сил к технике и т. п.). Ошибочные положения работ В. Н. Сарабьянова были подвергнуты критике в партийной и советской печати. В дальнейшем, как писал сам В. Н. Сарабьянов, он «разделался как с механицизмом, так и с идеалистическими ошибками».

### Избранные труды
- В. Н. Сарабьянов. Исторический материализм, популярные очерки М.: Московский рабочий, 1922 (переиздан. 1923, 1924, 1925).
- В. Н. Сарабьянов. Фридрих Энгельс. М.: ВЦСПС, 1923.
- В. Н. Сарабьянов. Об антирелигиозной пропаганде. М.-Л: Московский рабочий. 1923 (3 изд.- 1926)
- В. Н. Сарабьянов. Экономика и экономическая политика СССР. М.: Красная Новь, 1924.
- В. Н. Сарабьянов. Промышленность в системе народного хозяйства к 1924 г. М.: Красная новь, 1924.
- В. Н. Сарабьянов. Новая экономическая политика. М., 1925 .
- В. Н. Сарабьянов. Беседы о марксизме, М.: Безбожник, 1925.
- В. Н. Сарабьянов. Введение в диалектический материализм. Харьков, 1925.
- В. Н. Сарабьянов. История русской промышленности. Харьков: Красный пролетарий, 1926.
- В. Н. Сарабьянов. Основные проблемы НЭПа, М. ‒ Л., 1926.
- В. Н. Сарабьянов. Индустриализация страны, М. ‒ Л., 1928.
- В. Н. Сарабьянов. В защиту философии марксизма, М.‒ Л., 1929.
- В. Н. Сарабьянов. Корни религиозности и работа безбожника. Харьков, 1929.
- В. Н. Сарабьянов. Марксизм и религия. М.: Безбожник, 1929.
- В. Н. Сарабьянов. Кому нужно рождество христово. М.: Безбожник, 1930
- В. Н. Сарабьянов. «Божественная» социология. Харьков, 1930.
- В. Н. Сарабьянов. Диалектический и исторический материализм (Очерки). М., 1934.
- В. Н. Сарабьянов. Религия — опиум народа. М.: ГАИЗ, 1937.
- В. Н. Сарабьянов. Архитектура и общественное сознание, М., 1952.

## Семья
Жена: Сарабьянова Марта Герасимовна, урождённая Таргулова (1886—1969), стоматолог.
Сын: Сарабьянов Дмитрий Владимирович (1923—2013), советский и российский искусствовед, специалист по истории русского и советского изобразительного искусства, академик РАН.
Внук: Сарабьянов Андрей Дмитриевич (род. 1949), советский и российский историк искусства, искусствовед, издатель.
Внук: Сарабьянов, Владимир Дмитриевич (1958—2015) советский и российский художник-реставратор.